# Duftstoff
Ein Duftstoff ist ein den Geruchssinn anregender, chemischer Stoff, der bei Tieren der Kommunikation dient, beispielsweise als Pheromon. Bei Pflanzen dienen Duftstoffe sowohl der Anlockung von Insekten zur Ausbreitung von Pollen, Samen oder Sporen als auch zur Abschreckung. Auch Pilze produzieren Duftstoffe, die unter anderen positiv auf das Wurzelwachstum von Pflanzen wirken können.

## Pflanzliche Duftstoffe
Pflanzen besitzen Duftstoffe, um Insekten anzulocken oder Fressfeinde abzuschrecken. Süße Düfte werden meist als Lockmittel verwendet, übelriechende zur Abwehr.
Verschiedene pflanzliche Duftstoffe werden in erheblichen Mengen aus den jeweiligen Pflanzen gewonnen und in der Parfumfabrikation oder zur Aromatisierung von Lebensmitteln oder in Arzneimitteln eingesetzt. Beispielhaft seien nur folgende Pflanzen genannt: Lavendel, Rosen, Kümmel, Eukalyptus, Vanille, Zitruspflanzen.

## Tierische Duftstoffe
Viele Tiere besitzen Duftdrüsen, die (zumindest für bestimmte Tiere) angenehm riechen; bekannt ist zum Beispiel das Moschus.

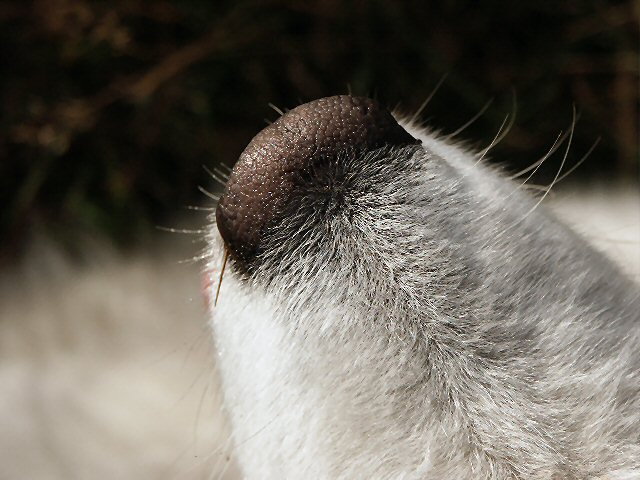
Die Hundenase ist eines der empfindlichsten Riechorgane (hier: Nase eines Samojeden)

Die Tiere benutzen ihren Duftstoff beispielsweise, um ihr Revier zu markieren (Duftmarken) oder Artgenossen Botschaften mitzuteilen (Verständigung der Artgenossen).
So markieren Ameisen ihre Straßen mit Ameisensäure.
Für die Anlockung der Sexualpartner verspritzen beispielsweise empfängnisbereite weibliche Tiere Urin, um den männlichen Artgenossen zu signalisieren, dass sie gedeckt werden können. Auch locken einige Schmetterlingsarten ihre Partner über viele Kilometer hinweg mit Duftstoffen an.
Duftstoffe können zudem zur Erregung des Geschlechtspartners dienen. Duftdrüsen sind bei Säugermännchen besonders während der Brunft stark entwickelt (Vorhautdrüse des Bibers oder dem Moschusbeutel des Moschustiers). Der Biber verspritzt so genanntes „Bibergeil“, um Artgenossen anzulocken. Dieser Duftstoff wird/wurde von Jägern bei der Jagd von Bibern gerne eingesetzt, da er sehr hohe Fangquoten garantierte.
Zur Abschreckung gegenüber Feinden nutzen beispielsweise Stinktiere Stinkdrüsensekret.

## Duftstoffe beim Menschen
Auch der Mensch besitzt eigene Duftstoffe (Pheromone) zur sexuellen Lockung und Werbung.

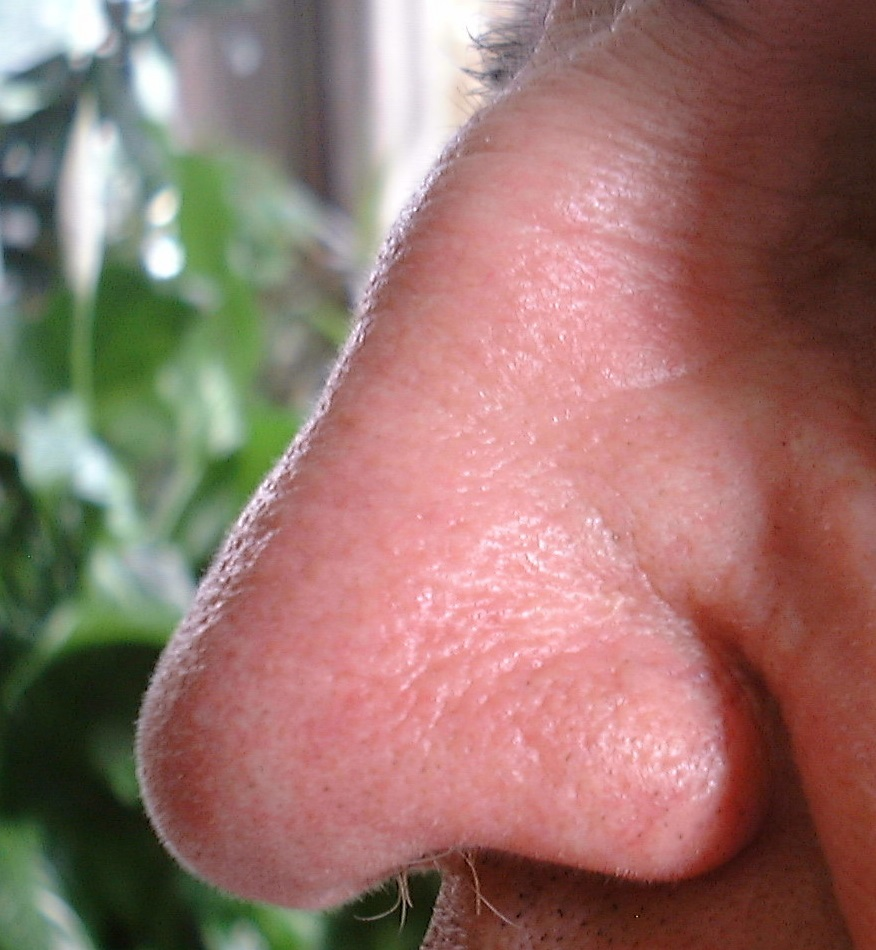
Menschliche Nase

Eine entscheidende Bedeutung haben dabei die apokrinen Drüsen der Haut, die als Duftdrüsen neben den ekkrinen Schweißdrüsen Duftstoffe bzw. deren Vorstufen absondern. Hierzu zählen beispielsweise Steroide, Carbonsäuren und deren Derivate (z. B. Capronsäure und Hexansäuremethylester) oder Sulfanylalkanole (Thiole). Eine wichtige Rolle bei der Duftentwicklung spielen bakterielle Enzyme, die zur Gruppe der Lyasen gehören und Duftvorläufermoleküle in die eigentlichen Duftstoffe umwandeln.
Verschiedene Arten und Mittel der Körperpflege dienen dagegen dem Bemühen, den Odor als unangenehm empfundener Körpergerüche, etwa im Mundgeruch oder im Schweißgeruch, zu unterbinden (Desodorierung). Außerdem verwendet der Mensch nicht-körpereigene Duftstoffe, z. B. in Parfüms und parfümierten Kosmetikprodukten, um sich einen anderen Geruch zuzulegen. Auch werden Wohnräume und Kleidung durch Riechstoffe, die z. B. in Reinigungsmitteln und Waschmitteln enthalten sind, in verschiedenen Duftnoten parfümiert.

## Synthetische Duftstoffe

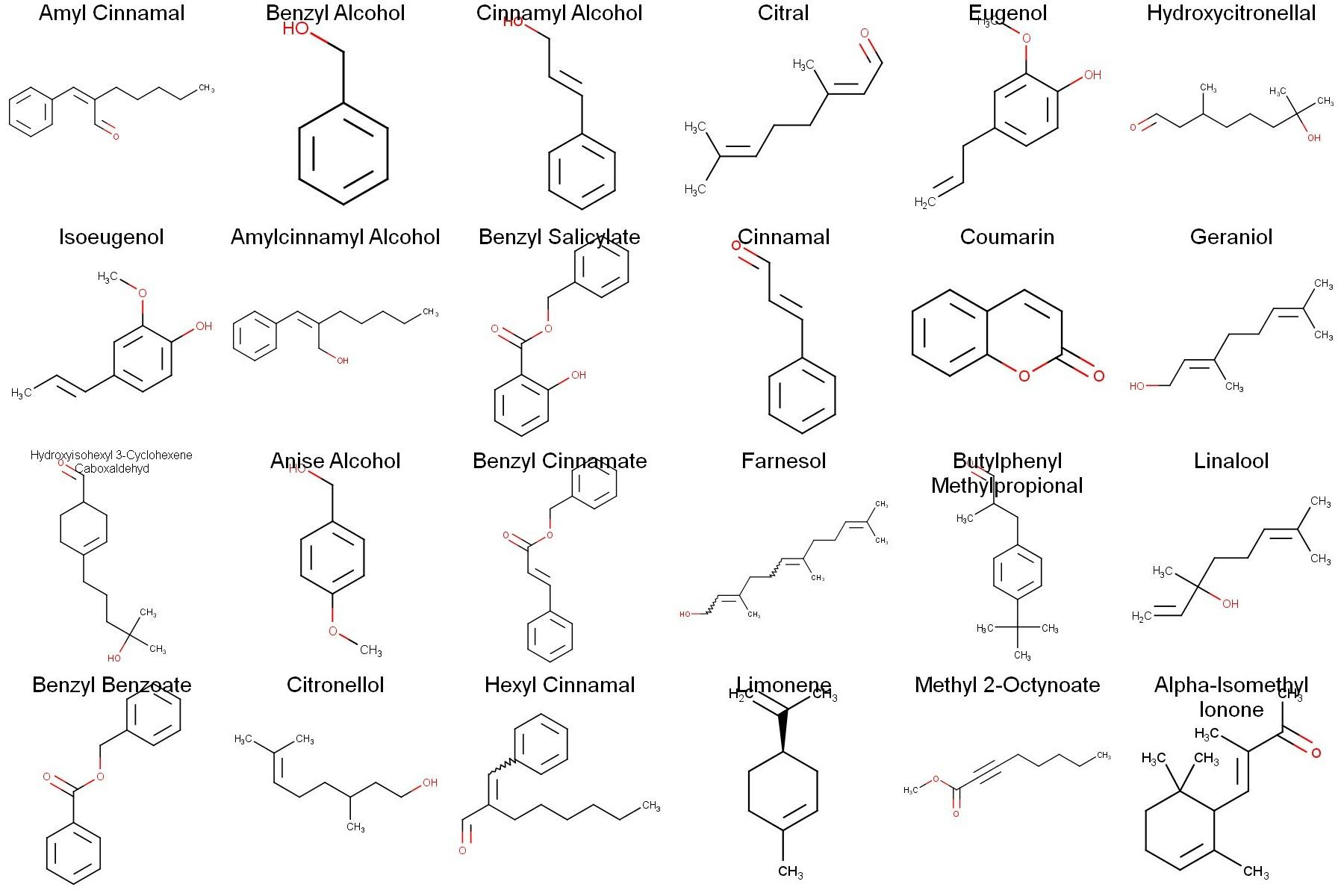
Zu den als allergen bekannten Riechstoffen zählen auch synthetische

In Parfums, Duftkerzen, Räucherstäbchen, Raumduftsprays etc. werden sowohl natürliche als auch synthetische Riechstoffe eingesetzt. In diesen Produkten finden neben natürlichen auch naturidentische Duftstoffe Verwendung, ebenso in Pheromonfallen. Manche häufig gebrauchten Verbindungen wie z. B. Zimtaldehyd oder Cumarin werden synthetisiert, da die Nachfrage den Nachschub aus natürlichen Quellen übersteigt. Weiterhin werden auch Verbindungen eingesetzt, die in der Natur nicht vorkommen, z. B. 2-Benzylidenheptanal (Amylzimtaldehyd) oder Ethyl-2-naphthylether.
Duftstoffe können bei empfindlichen Personen Allergien auslösen; dies hängt – entgegen landläufiger Meinung – nicht von der Herkunft (natürlich bzw. synthetisch) ab.

## Marktbedeutung
Der Umsatz auf dem Weltmarkt für alle Substanzen, die als Geruchsstoffe oder Geschmacksstoffe – Riechstoffe und Aromastoffe – eingesetzt wurden, betrug im Jahr 2006 rund 18 Mrd. US-Dollar.